# Petun
Petun (iz francoščine pétun), znani tudi kot Ljudstvo tobaka ali Tionontati (Dionnontate, Etionontate, Etionnontateronnon, Tuinontatek, Dionondadie ali Khionotaterrhonon) ("Ljudje med hribi/gorami"), so bili avtohtono irokeško ljudstvo iz gozdov vzhodne Severne Amerike. Njihova zadnja znana tradicionalna domovina je bila južno od zaliva Georgian Bay na Huronskem jezeru v današnji kanadski provinci Ontario. 
Petuni so bili tesno povezani s Huroni ali Wendati. Podobno kot druga irokeška ljudstva so bili organizirani kot konfederacija. Bili so eno manj številnih irokeških ljudstev, ko so jih spoznali Evropejci; v začetku 17. stoletja so imeli osem ali devet vasi, pred stikom z Evropejci pa naj bi jih bilo okoli 8.000.
Med letoma 1634 in 1640 so bile v družbah Huron–Petun dokumentirane številne epidemije bolezni, ki so bile povezane s prihodom naseljencev iz urbanih evropskih območij; to je zdesetkalo njihovo prebivalstvo. Čeprav so vsi govorili irokeške jezike, so bili neodvisni od petih narodov Irokeške konfederacije (Haudenosaunee), ki so bili južno od Velikih jezer v današnji zvezni državi New York. Močni Irokezi so med letoma 1648 in 1649 pošiljali napadalne skupine proti manjšim plemenom v okviru bobrovih vojn, povezanih z donosno trgovino s krzno, in jih praktično uničili. Nekateri preostali Petuni so se pridružili beguncem Huronom in postali narod Huron–Petun, ki so bili kasneje znani kot Wyandoti.

## Ime
Samuel de Champlain jih je leta 1616 prvič poimenoval Gens du Petun (skrajšano v Petun – „ljudstvo tobaka“, angleško „Tobacco Nation“). Morda je ta beseda izvirala iz južnoameriškega indijanskega jezika, ki so ga prevzeli Portugalci in ga posredovali Francozom. Zakaj jih je poimenoval po tej rastlini, čeprav so jo vsa sosednja ljudstva prav tako gojila in kadila, ni jasno. Morda je Champlaina presenetila obredna uporaba tobaka. Vsekakor se po prvi objavi Champlainevega dela ta ideja o ljudstvu tobaka prvič pojavi v ponatisu in sicer ne v besedilu, temveč na spremljajočem zemljevidu. Od takrat se je ideja o velikih tobačnih poljih in obsežni trgovini nekritično širila, dokler ni postala skoraj mit. V resnici so tobak gojili na majhnih površinah v vrtovih.
Oslabljeni zaradi epidemij črne koze in bobrovih vojn (1640–1701) proti Irokeški ligi, so se preživeli člani dveh nekdaj pomembnih irokeških konfederacij  Wendat (Huroni) in prav tako močno zdesetkani Tionontati – združili. Tej skupini so se pridružile irokeško govoreče, prav tako razpršene skupine konfederacije Neutral, Erie, Susquehannock, Wenro (tudi Wenrohronon, morda skupina Neutral) ter nekateri manjši algonkinski in irokeški rodovi. Tako so oblikovali novo rodovno skupino, ki so jo sprva imenovali Huron Petun Nation. Vendar se je od leta 1700 v ZDA uveljavilo ime Wyandot, v Kanadi pa sta običajni tako Wyandot kot Huron. Od obeh prvotnih ljudstev današnjih Wyandotov – Wendatov (Huroni) in Tionantatov (Petun) – so bili Tionontati daleč največji rod med njimi, in njihovi potomci še danes tvorijo večino Wyandotov.
Ime Tionontati (tudi Tionnontate, Etionontate, Etionnontateronnon, Tuinontatek, Dionondadie – Ljudje med hribi/gorami, v slovenščini Ljudstvo v hribih/gorah), je bodisi ime Wendatov (Huroni) za svoje jugozahodne sosede glede na hribovito rodovno ozemlje ali pa samopomen Petunov. Ker so Petuni/Tionontati tvorili jedro rodovne skupine, ki je kasneje postala znana kot Wyandot, obstaja verjetnost, da so se tudi sami imenovali Wendat.

## Prebivalstvo
Pred stikom leta 1616 je bilo prebivalcev kar 8.000. Po vrsti epidemij, ki so v tridesetih letih 17. stoletja zajele območje, je do leta 1640 preživelo le 3.000 Tionontatov iz devetih vasi. Od teh je približno 1000 Huronov in Tionontatov leta 1650 uspelo pobegniti pred Irokezi in doseči začasno varnost na otoku Mackinac (Zgornji Michigan). Preostali Tionontati so bili bodisi ubiti bodisi ujeti in kasneje posvojeni med Irokeze. Mešana skupina Huronov in Tionontatov, ki je pobegnila, je kasneje postala znana kot Wyandot.

## Vasi
Ehouae (dve misiji: St. Pierre in St. Paul), Ekarenniondi (St. Matthieu), Etarita (St. Jean), St. Andre, St. Barthelemy, St. Jacques, St. Jacques et St. Philippe, St. Simon et St. Jude in St. Thomas.

## Prebivalstvo
Prebivalstvo pred stikom (1616) je štelo okoli 8.000. Po nizu epidemij v 1630-ih letih jih je ostalo (leta 1640) le 3.000 v devetih vaseh.

## Zgodovina
Glej tudi: Wyandot
Francoska trgovina s krznom ni v vsakem primeru prinesla vojne in uničenja v domorodno Ameriko. V nekaj primerih je ustvarila zavezništvo in sodelovanje med nekdanjimi sovražniki. Pred letom 1610 sta bila Tionontati in Huroni med seboj v vojni mnogo let, vendar se je kmalu po tem datumu, kot posledica trgovine s krznom, boj končal in postali so tesni zavezniki in trgovski partnerji. Leta 1615 je Samuel de Champlain opravil dolgo potovanje proti zahodu iz Quebeca do vasi Huronov. Naslednje leto je srečal Tionontatije. Medtem, ko so Francoze sprejeli zaradi njihovega trgovskega blaga, Tionontati niso bili niti približno tako navdušeni nad njihovo vero. Da bi zaščitili svojo trgovsko prednost s Francozi kot posredniki, so Huroni na skrivaj povedali Tionontatijem, da so francoski duhovniki čarovniki, ki so uporabljali magijo za povzročanje epidemij. S takšnim uvodom ni čudno, da so bili Tionontati sovražni med prvimi obiski francoskih misijonarjev in so jim ukazali, naj zapustijo njihove vasi. Šele leta 1640 (in po številnih spreobrnitvah med Huroni) so jezuiti lahko ustanovili svojo prvo misijo pri Tionontatijih. Vendar so bile te kmalu uspešne in v nekaj letih so bile jezuitske misije v vsaki vasi Tionontati.
Kot vsako drugo pleme, ki je trgovalo s krznom s Francozi, so Tionontati v nekaj letih izčrpali bobra v svoji domovini in so bili nato prisiljeni iskati drugje. Huroni so ohranjali svojo zalogo s trgovanjem s plemeni na severu, vendar so Tionontati (po letu 1630) prečkali v spodnji polotok Michigana, da bi lovili. Oboroženi z novim kovinskim orožjem iz svoje trgovine s Francozi in zavezani z Neutrali in Ottawami, so Tionontati začeli zasegati ozemlje od "Assitaehronon," splošnega irokeškega imena za algonkinska plemena, ki so živela v Spodnjem Michiganu. Posledične bitke so zaznamovale začetek bobrovih vojn v zahodnih Velikih jezerih, vendar je bila zahodna širitev Tionontatijev in njihovih zaveznikov prekinjena z veliko vojno z Irokeško ligo, ki se je začela leta 1640. Potem ko so dobili skoraj neomejeno zalogo orožja in streliva od Nizozemcev, so Irokezi začeli vojno za prevzem nadzora nad trgovino s krznom. Leta 1645 so podpisali mirovno pogodbo, ki je Francoze ohranila nevtralne, medtem ko so Hurone izolirali od svojih vzhodnih zaveznikov z vrsto napadov, ki so prisilili plemeni Algonkine in Montagnaise k umiku proti vzhodu. Ko je bilo to doseženo, so Irokezi začeli neposredne napade na domovino Huronov. Leta 1647 so uničili vasi Arendaronon Huronov.
Usodni udarec je prišel, ko so bili Huroni popolnoma preplavljeni in razpršeni pozimi 1648-49. Ko so se Huroni razbežali, so se mnogi Attignawantan Huroni zatekli v vasi Tionontati. Potem, ko so poleti in jeseni ujeli čim več Huronov, so Irokezi decembra 1649 napadli Tionontatije. Glavna vas v Etariti je bila uničena, njena misija (St. Jean) požgana, dva jezuita, oče Charles Garnier in oče Noel Chabanel, pa sta bila mučena do smrti. Druge vasi Tionontati so se predale ali doživele podobne usode in domneva se, da so bili preživeli Tionontati in Huroni absorbirani v Irokeze. Ko so Irokezi dokončali svoje osvajanje in zasedli njihove dežele, je približno 1.000 Tionontatijev in Huronov (predvsem Tionontatijev) uspelo pobegniti na sever s kanujem. Begunci so sčasoma dosegli otok Mackinac (med zgornjim in spodnjim Michiganom), kjer so preživeli zimo 1649-50.
Tudi na tej veliki razdalji (več kakor 500 kilometrov) so jih Irokezi zasledovali in napadli. Zato so Tionontati in Huroni leta 1651 zapustili Mackinac in se preselili na otok v Green Bayu (Wisconsin). Verjame se, da se je druga majhna skupina Tionontati-Huronov leta 1650 zatekla na zahod k Illinoiški konfederaciji. Irokezi so kmalu odkrili njihovo lokacijo in zahtevali, da jih Illinoisi predajo. Ko je bilo to zavrnjeno, je irokeško pleme Seneca je leta 1655 napadlo Illinoise in jih prisilili, da so se za dolga leta preselili zahodno od reke Mississippi. Usoda beguncev Tionontati v tem času ni znana. Do leta 1652 se je skupina v Green Bayu združila v eno pleme, ki so ga Francozi še vedno imenovali Huron, v kasnejših letih v Ohiu pa je bilo znano kot Wyandot. 

## Etnografija
Kultura Petuni ("Tobačnega ljudstva"( pripada Vzhodnim gozdovom in je v skoraj vseh pogledih podobna huronski. To pleme etnično pripada huronski veji Irokezov, vendar je politično neodvisno, saj nikoli ni postalo član huronske zveze Huroni.
Tionontati so najbolj znani po velikih poljih tobaka, po čemer se razlikujejo od ostalih Huronov, in ki so ga gojili za trgovanje z drugimi plemeni. Od ostalih kultur so gojili koruzo, fižol in sončnice.